# Палат на Елизабета
Палатът на Елизабета (на румънски: Palatul Elisabeta), в Букурещ, Румъния е настоящето жилище на крал Михай I.
Палатът е проектиран през 1930 г. от архитект Марку и е построен през 1936 г. за принцеса Елизабета, бившата кралица на Гърция и сестра на крал Карол II. В този палат крал Михай е накаран да абдикира на 30 декември, 1947 г. Понастоящем палатът е дом на крал Михай и кралица Анна след завръщането им в Румъния. Принцеса Маргарита и нейният съпруг принц Раду също живеят там.